# الحتات بن يزيد التميمي
أبو مُنَازل الحُتَات بن يزيد بن علقمة بن حوي المُجَاشعي الدارمي التميمي صحابي من أشراف العرب وساداتهم وفد إلى النبي محمد ﷺ مع قومه بني تميم وأسلموا، وآخى النبي صلى الله عليه وسلم بينه وبين معاوية بن أبي سفيان. قال المدائني: «كان الحتات مع معاوية في حروبه، فوفد عليه في خلافته في الشام وأقام عنده حتى مات». وقال ابن عبد البر: «كان للحتات بن يزيد أبناء منهم: عبد الله، وعبد الملك، ومُنَازل بنو الحتات وقد ولوا الولايات لبني أمية».

## نسبه
هو الحُتَات بن يزيد بن علقمة بن حوي بن سُفَيان بن مُجَاشع بن دارم بن مالك بن حنظلة بن مالك بن زيد مناة بن تميم بن مر المُجَاشعي الدارمي الحنظلي التميمي ويُكَنى بأبي مُنَازل.

## أولاده
- مُنَازل بن الحتات وهو أكبر أبنائه وبه كان يُكَنى.[5]
- عبد الملك بن الحتات وكان أميراً على عمان في عهد الخليفة معاوية بن أبي سفيان.[6]
- عبد الله بن الحتات وكان أيضاً أميراً على عمان في عهد الخليفة معاوية.[7]